# Saint-Divy
Saint-Divy [sɛ̃ divi] (en breton : Sant-Divi) est une commune française du département du Finistère et de la région Bretagne.

## Géographie
Saint-Divy se trouve au nord-ouest de Landerneau et à l'est de Brest : la commune est désormais proche de la voie express route nationale 12 qui passe au nord du finage communal et de l'aéroport de Brest Bretagne. Mais Saint-Divy est longtemps resté isolé comme en témoigne cet extrait d'un texte publié en 1909 :

« Le moyen le plus facile de s'y rendre est de prendre à Brest le chemin de fer jusqu'à la station de La Forêt et de faire ensuite à pied ou à bicyclette les cinq kilomètres qui séparent ce dernier village de celui de Saint-Divy. (...) Certains piétons s'enfoncent dans la vallée profonde d'un petit ruisseau voisin ; ils y trouvent de vrais chemins de Basse-Bretagne, montueux et malaisés, impraticables du reste en hiver ou par les mauvais temps, étroits, ravinés, resserrés entre de hauts talus plantés, dont les branches parfois se rejoignent de manière à former une voûte de feuillages impénétrables au soleil. La plupart des voyageurs  préfèrent cependant la grande route départementale qui gravit en plein soleil la colline sur laquelle se trouve perché Saint-Divy. »

Le centre du village, avec les grands arbres qui entourent l'église, a conservé un aspect rural en dépit de la périurbanisation récente de la commune avec ses nombreux lotissements.

### Communes limitrophes
| Kersaint-Plabennec | Kersaint-Plabennec          | Saint-Thonan |
| Guipavas           | Saint-Divy                  | Saint-Thonan |
| Guipavas           | La Forest-Landerneau, Élorn | Landerneau   |

### Hydrographie
Pour un article plus général, voir Réseau hydrographique du Finistère.
La commune est située dans le bassin Loire-Bretagne. Elle est drainée par l'aber Benoit et divers autres petits cours d'eau,.
L'Aber-Benoît, d'une longueur de 31 km, prend sa source dans la commune  et se jette  dans la Mer Celtique  en limite de Saint-Pabu et de Landéda, après avoir traversé sept communes. 

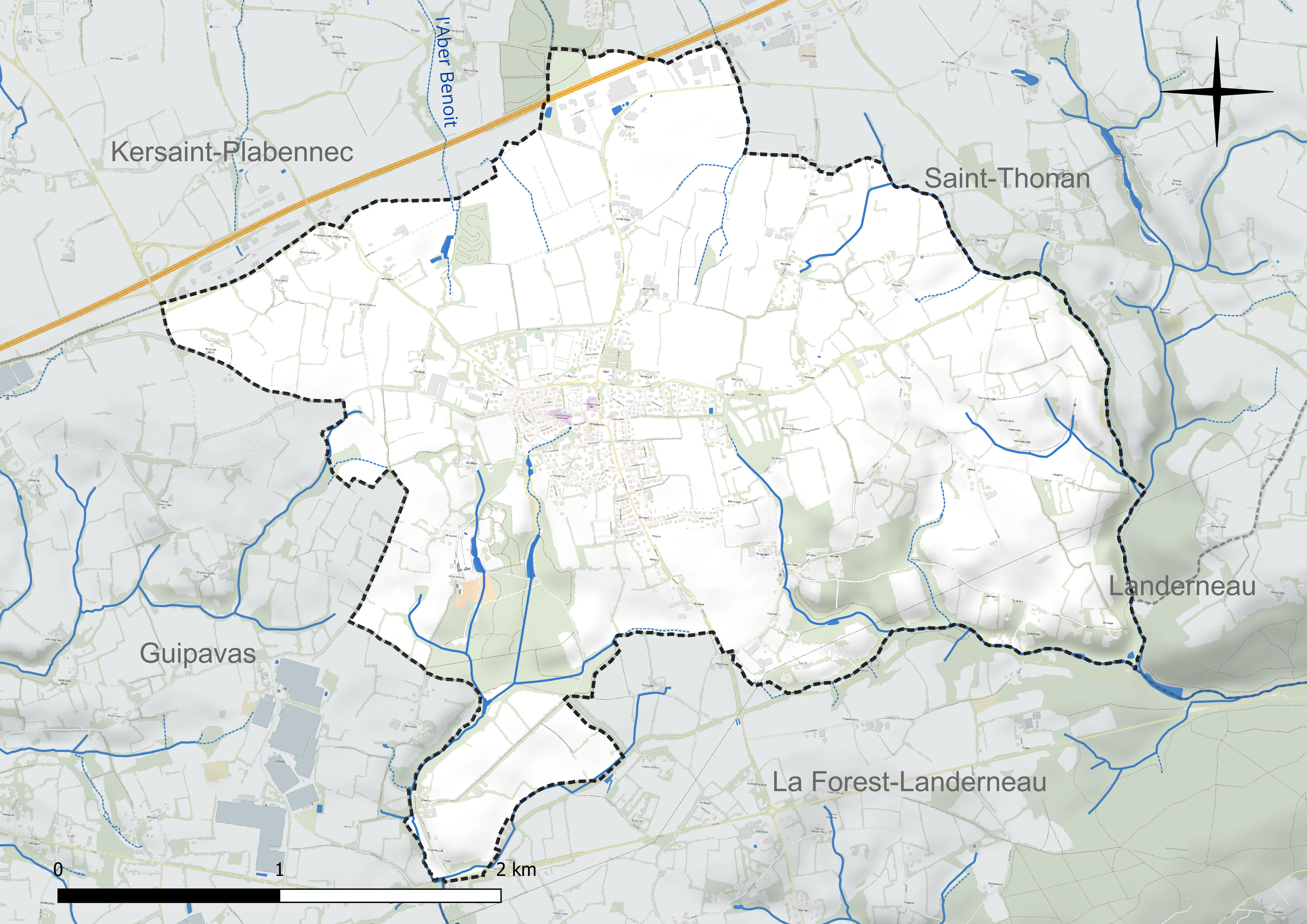
Réseau hydrographique de Saint-Divy.

### Climat
Pour des articles plus généraux, voir Climat de la Bretagne et Climat du Finistère.
En 2010, le climat de la commune est de type climat océanique franc, selon une étude du CNRS s'appuyant sur une série de données couvrant la période 1971-2000. En 2020, Météo-France publie une typologie des climats de la France métropolitaine dans laquelle la commune est exposée à un climat océanique et est dans la région climatique  Finistère nord, caractérisée par une pluviométrie élevée, des températures douces en hiver (6 °C), fraîches en été et des vents forts. Parallèlement l'observatoire de l'environnement en Bretagne publie en 2020 un zonage climatique de la région Bretagne, s'appuyant sur des données de Météo-France de 2009. La commune est, selon ce zonage, dans la zone « Monts d'Arrée », avec des hivers froids, peu de chaleurs et de fortes pluies.  
Pour la période 1971-2000, la température annuelle moyenne est de 11,3 °C, avec  une amplitude thermique annuelle de 10,7 °C. Le cumul annuel moyen de précipitations est de 1 190 mm, avec 16,6 jours de précipitations en janvier et 8,7 jours en juillet. Pour la période 1991-2020, la température moyenne annuelle observée sur la station météorologique la plus proche, située sur la commune de Guipavas à 5 km à vol d'oiseau, est de 11,7 °C et le cumul annuel moyen de précipitations est de 1 229,8 mm,. Pour l'avenir, les paramètres climatiques de la commune estimés pour 2050 selon différents scénarios d'émission de gaz à effet de serre sont consultables sur un site dédié publié par Météo-France en novembre 2022.

## Urbanisme

### Typologie
Au 1er janvier 2024, Saint-Divy est catégorisée bourg rural, selon la nouvelle grille communale de densité à 7 niveaux définie par l'Insee en 2022.
Elle appartient à l'unité urbaine de Saint-Thonan, une agglomération intra-départementale dont elle est une commune de la banlieue,. Par ailleurs la commune fait partie de l'aire d'attraction de Brest, dont elle est une commune de la couronne,. Cette aire, qui regroupe 68 communes, est catégorisée dans les aires de 200 000 à moins de 700 000 habitants,.

### Occupation des sols
L'occupation des sols de la commune, telle qu'elle ressort de la base de données européenne d'occupation biophysique des sols Corine Land Cover (CLC), est marquée par l'importance des territoires agricoles (79,5 % en 2018), en diminution par rapport à 1990 (86,2 %). La répartition détaillée en 2018 est la suivante : 
zones agricoles hétérogènes (36 %), terres arables (29,2 %), prairies (14,3 %), zones urbanisées (9,6 %), forêts (7,2 %), zones industrielles ou commerciales et réseaux de communication (3,7 %). L'évolution de l'occupation des sols de la commune et de ses infrastructures peut être observée sur les différentes représentations cartographiques du territoire : la carte de Cassini (XVIIIe siècle), la carte d'état-major (1820-1866) et les cartes ou photos aériennes de l'IGN pour la période actuelle (1950 à aujourd'hui).

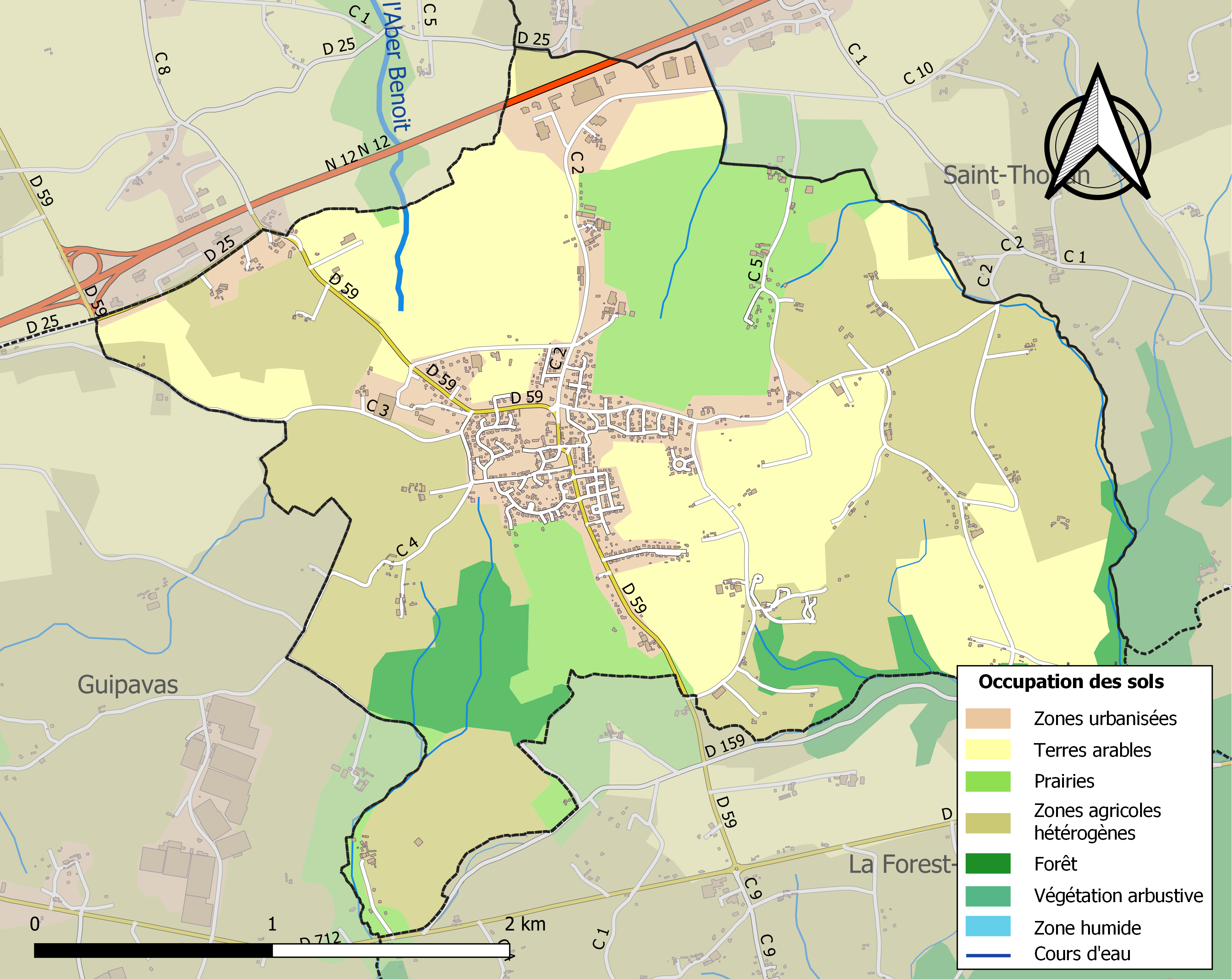
Carte des infrastructures et de l'occupation des sols de la commune en 2018 (CLC).

## Toponymie
Le nom de la commune vient du nom de David de Ménevie, moine gallois, souvent confondu avec saint Ivy, moine du monastère de Lindisfarne en Angleterre. La localité est nommée Sainct Ivy (en 1531), Saint Divy (en 1560), eccl. Sancti Davidis (en 1637), Sainct Ivy (en 1651).

## Histoire

### Origines
Divy, fils de Ceredig et de sainte Nonne, serait né à Dirinon. Lors de ses pérégrinations en Armorique, il aurait séjourné un temps près de Guipavas dans un lieu où, au Moyen Âge, se trouvait « un manoir fortifié nommé Lésivy, près duquel se réunissaient les Montres de la région. Autour de ce manoir, se groupèrent peu à peu les maisons des paysans qui formèrent le bourg de Saint-Divy, trève de La Forêt ».
La paroisse de Saint-Divy provient d'un démembrement de la paroisse de La Forest-Landerneau, dont elle fut une trève à partir du XVe siècle, ne devenant paroisse qu'en 1823, même si la commune fut créée en même temps que la plupart des autres communes de France en 1790.

### Antiquité
Un sanctuaire druidique, dénommé localement la chapelle de saint Goueznou, se trouve dans un bois près de Pen-ar-Creac'h : il s'agit en fait d'un menhir de deux mètres de hauteur entouré d'une enceinte ; un autre menhir, portant une cannelure à chacun de ses angles, se trouve à proximité. Un tumulus a été identifié à Kerdalaun et des briques romaines trouvées à proximité.
Un tertre ou tumulus dit des Quiritins se trouve à 2,5 km à l'ouest de Saint-Divy, non loin de la fontaine du même nom (le nom proviendrait de Quirinus, nom parfois donné aux Romains). Selon la tradition orale (« Aze eo e bed deved ar Romanisted gant ar Goloaed en amzer Cezar », « C'est là que les Romains furent brûlés par les Gaulois au temps de César » se transmettait-on de génération en génération), un camp gaulois aurait existé à cet endroit et une grande bataille entre Gaulois et Romains aurait eu lieu là et 10 000 Romains (chiffre certainement très exagéré !) auraient été faits prisonniers et brûlés dans un champ dénommé Goarem-Reunnien ; un autre champ du voisinage se nomme Goarem-Brenn ("Champ de Brenn"), or Brenn (Brennus) signifie "chef des Gaulois".
L'ancienne RN 12 (RD 712 actuelle) entre Landerneau et Brest via Guipavas correspond au tracé de l'ancienne voie romaine venant du sud via Landerneau pour atteindre Gesocribate (Brest) ; elle passait donc au sud de Saint-Divy.

### Moyen Âge
La famille de Kerguiziau de Kervasdoué possédait, entre autres seigneuries, le château de La Haye en Saint-Divy, qui fut aussi un temps possédé par la famille de Lézivy, dont la dernière trace remonte à 1508 (mariage de Jeanne de Lézivy, veuve de Pierre de La Lande, avec René de Kersauzon).
Saint-Divy faisait partie de la châtellenie de Landerneau.

### Époque moderne
Saint-Divy est au XVIIe siècle, comme de nombreuses autres localités de la région, un centre de l'activité toilière : on y cultive et on y transforme le lin et le chanvre : par exemple des inventaires après décès citent « centre-soixante quatre livres de chanvre buandé, des chanvres non pesselés (...) et cinq demi-pièces de toile de lin et de chanvre » en 1729 au manoir de la Haye et « une gaignerie de chanvre » en 1742 au manoir de Kerdu. Douze kanndi ont été recensés à Saint-Divy.
Le marquis de Poulpry habitait au XVIIIe siècle le manoir de Rosarfeunteun.
En 1759, une ordonnance de Louis XV ordonne à la paroisse de Saint-Divy de fournir 6 hommes et de payer 39 livres pour « la dépense annuelle de la garde-côte de Bretagne ».

### Révolution française
Dans le cahier de doléances de Saint-Divy, trève de La Forest, qu'ils ont rédigé à la veille de la Révolution française, les paroissiens de Saint-Divy se plaignent des charrois militaires auxquels ils sont astreints et de l'attitude des soldats à leur égard : « Nos charrettes sont souvent brisées et nous-mêmes sommes souvent injuriés, même quelquefois maltraités ». François Mouden était le seul député représentant Saint-Divy lors de la rédaction du cahier de doléances de la sénéchaussée de Lesneven.
Le premier maire de Saint-Divy fut un prêtre originaire de la localité, François-Gabriel Causeur. Ayant signé la protestation du clergé de l'évêché de Léon contre la Constitution civile du clergé, il fut arrêté, en même temps que le prêtre desservant de la trève, l'abbé Gourmelon le 23 septembre 1791 malgré l'opposition des fidèles présents, car ils furent arrêtés après les vêpres ; ils furent emprisonnés au château de Brest. L'abbé Causeur survécut à la Révolution française et devint aumônier de l'hospice civil de Landerneau jusqu'à sa mort le 4 juillet 1812 à Saint-Divy.
Des habitants de Saint-Divy participèrent  à la Révolte contre la conscription obligatoire en 1793 :

« La Révolution, non contente de proscrire les prêtres, prétendait arracher les gars au pays pour en faire des soldats du "Diable". Puisqu'il fallait se battre, les gars se battraient contre le Diable. Et la conscription obligatoire créa chez nous la Chouannerie. Le 18 mars 1793, le tocsin sonnait au clocher de Beuzit, il sonnait aussi aux clochers de Plounéventer, de Saint-Divy, etc. Celui qui sonnait ainsi l'appel aux armes était Jean Cloarec, de Gorré-Beuzit. (...) À peine le tocsin a-t-il sonné que de tous les fourrés voisins sortent d'autres gars, vieux et jeunes et, sous la conduite de Cloarec, c'est un véritable bataillon qui se dirige vers Plabennec. Là ont lieu les opérations de tirage au sort. (...) Le bourg [de Plabennec] est bientôt envahi par une véritable armée de paysans. (...) Un détachement de gardes nationaux brestois arrive (...), la poudre crépite, les faulx s'abattent, le commandant Corbet est tué et nombre de ses soldats sont massacrés. Mais voici que le général Canclaux accourt à la tête de 1800 hommes de ligne, il a des canons. Les paysans luttent encore, mais [sont] écrasés bientôt par l'artillerie. »

En 1799, la ligne du télégraphe Chappe allant de Paris à Brest ouvre et un de ses relais, situé entre ceux de Guipavas et de Ploudiry, se trouve à Saint-Divy, probablement du côté de Keravel.

### LeXIXesiècle

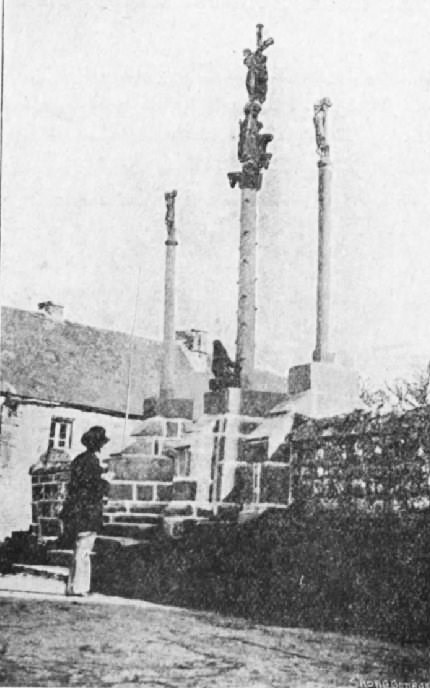
Le calvaire de l'enclos paroissial de Saint-Divy en 1910.

Le passage de Napoléon III le 12 août 1858 à proximité de la commune, sur la route impériale allant de Brest à Landerneau, entre Saint-Divy et La Forêt-Landerneau (à "La Forêt-Saint-Divy") fut un évènement considérable pour la population locale: « À "La Forêt-Saint-Divy" [on avait édifié] un gracieux berceau de mousseline et de fleurs. Autour de ce champêtre monument, s'était groupée la population, ayant à sa tête le clergé en habit de chœur, le maire, les médaillés de Sainte-Hélène, les enfants des écoles avec leurs bannières ; et partout sur la route on remarquait que les cultivateurs avaient revêtus leurs habits du dimanche et chômaient ce jour solennel comme une des plus grandes fêtes de l'année ».

### LeXXesiècle

#### La Belle Époque
Le 9 janvier 1903, Cantinat, curé de Saint-Divy, fait partie des 31 prêtres du diocèse de Quimper dont les traitements sont retenus par décision du gouvernement Combes « tant qu'ils ne feront pas emploi de la langue française dans leurs instructions et l'enseignement du catéchisme » car ils utilisaient le breton. Cette même année 1903, le curé de Saint-Divy écrit que les enfants sont « pour aujourd'hui dans l'impossibilité d'apprendre un autre catéchisme que le catéchisme breton ».
Des foires se tenaient à Saint-Divy  apparemment tous les mois : le journal Ouest-Éclair en annonce par exemple une le 23 mars 1905, une autre le 17 juillet 1905, une autre le 22 mai 1906.
Pendant les premiers mois de 1914, un fait divers (l'assassinat peut-être le 29 décembre 1913 d'un ingénieur directeur de l'usine de blanchiment de coton de La Grande Palud en Landerneau dont le cadavre n'est découvert dans un bois proche que le 22 janvier 1914) met en cause un veilleur de nuit de Saint-Divy qui avait travaillé dans la même usine; l'affaire fit grand bruit pendant plusieurs semaines, y compris dans les journaux parisiens. Il en fut de même en 1929 pour l'assassinat d'une domestique dans la ferme de Ker-Afret.

#### Les guerres duXXesiècle
Le monument aux morts de Saint-Divy porte les noms de 34 habitants de la commune morts pour la France dont 17 pendant la Première Guerre mondiale, 6 pendant la Seconde Guerre mondiale et 1 pendant la guerre d'Algérie.

#### L'Entre-deux-guerres
Le service téléphonique ouvre en 1925 seulement (la commune a opposé antérieurement plusieurs refus successifs entre 1909 et 1921) et l'électrification date de 1937.

## Démographie
L'évolution du nombre d'habitants est connue à travers les recensements de la population effectués dans la commune depuis 1793. Pour les communes de moins de 10 000 habitants, une enquête de recensement portant sur toute la population est réalisée tous les cinq ans, les populations de référence des années intermédiaires étant quant à elles estimées par interpolation ou extrapolation. Pour la commune, le premier recensement exhaustif entrant dans le cadre du nouveau dispositif a été réalisé en 2006.

En 2022, la commune comptait 1 602 habitants, en évolution de +4,03 % par rapport à 2016 (Finistère : +2,16 %, France hors Mayotte : +2,11 %).
| 1793 | 1800 | 1806 | 1821 | 1831 | 1836 | 1841 | 1846 | 1851 |
| ---- | ---- | ---- | ---- | ---- | ---- | ---- | ---- | ---- |
| 570  | 449  | 567  | 552  | 564  | 580  | 608  | 672  | 721  |

| 1856 | 1861 | 1866 | 1872 | 1876 | 1881 | 1886 | 1891 | 1896 |
| ---- | ---- | ---- | ---- | ---- | ---- | ---- | ---- | ---- |
| 709  | 708  | 670  | 633  | 655  | 644  | 675  | 694  | 635  |

| 1901 | 1906 | 1911 | 1921 | 1926 | 1931 | 1936 | 1946 | 1954 |
| ---- | ---- | ---- | ---- | ---- | ---- | ---- | ---- | ---- |
| 637  | 613  | 664  | 570  | 600  | 602  | 560  | 714  | 614  |

| 1962 | 1968 | 1975 | 1982  | 1990  | 1999  | 2006  | 2011  | 2016  |
| ---- | ---- | ---- | ----- | ----- | ----- | ----- | ----- | ----- |
| 529  | 533  | 745  | 1 141 | 1 413 | 1 407 | 1 321 | 1 384 | 1 540 |

| 2021  | 2022  | - | - | - | - | - | - | - |
| ----- | ----- | - | - | - | - | - | - | - |
| 1 587 | 1 602 | - | - | - | - | - | - | - |

Commentaire : La population de Saint-Divy est restée remarquablement stable tout au long du XIXe siècle, oscillant entre 552 habitants (chiffre de 1821, le minimum démographique du siècle) et 721 habitants (chiffre de 1851, le maximum démographique du siècle), si l'on ne tient pas compte du chiffre atypique et peu crédible du recensement de 1800 (449 habitants). Au XXe siècle, par delà les nombreuses dents de scie d'un recensement à l'autre, le minimum démographique est atteint en 1962 avec 529 habitants (moins qu'en 1793) car la commune est frappée par l'exode rural, mais elle augmente spectaculairement à partir du début de la décennie 1970, gagnant 874 habitants entre 1968 et 1999 (+ 164 % en 31 ans) en raison de sa relative proximité avec Landerneau et Brest, la commune étant désormais concernée par la périurbanisation, même si le nombre des habitants décline légèrement dans la première décennie du XXIe siècle.
Le solde naturel est largement positif (+ 0,8 % l'an entre 1990 et 2008) ; entre 2000 et 2008 inclus, le nombre des naissances a été de 152 et celui des décès de 49 seulement, ceci en raison de la jeunesse de la population (les 0 à 19 ans forment en 2008 30,0 % de la population totale, les 65 ans et plus 10,2 % seulement. Le solde migratoire, longtemps négatif pendant les deux premiers tiers du XXe siècle est devenu positif entre 1968 et 1999, atteignant même + 5,1 % l'an entre 1975 et 1982, puis fléchissant ensuite jusqu'à redevenir négatif depuis 1990 (- 1,8 % l'an entre 1999 et 2008). La densité de la population est passée de 62,6 habitants par km2 en 1968 à 151,4 habitants par km2 en 2008.
En raison de la prolifération des lotissements, le parc immobilier s'est beaucoup agrandi, passant de 143 logements en 1968 à 485 en 2008 (+ 342 logements, soit + 239 % en 40 ans), presque exclusivement des résidences principales, l'apogée étant entre 1975 et 1989 : 231 logements en 12 ans, presque uniquement des maisons individuelles.

## Politique et administration
| Période                                  | Période    | Identité                 | Étiquette | Qualité                 |
| ---------------------------------------- | ---------- | ------------------------ | --------- | ----------------------- |
| 1790                                     |            | François-Gabriel Causeur |           | Prêtre                  |
|                                          | 1814       | Christophe Kernéis       |           | Agriculteur à Kerdalaun |
|                                          | 1851       | Gabriel Kernéis          |           | Agriculteur à Kerdalaun |
| avant 1858                               | après 1858 | Alain Kernéis            |           | Agriculteur à Kerdalaun |
| avant 1914                               | après 1914 | M. Mazéas                |           |                         |
| 1920                                     | après 1937 | Jean Kernéis             |           | Agriculteur à Kerdalaun |
| mars 1989                                | mars 2014  | Jean-Jacques Cozian      |           |                         |
| mars 2014                                | En cours   | Michel Corre             | DVD       | Professeur              |
| Les données manquantes sont à compléter. |            |                          |           |                         |

## Économie

### Activités industrielles et agricoles
Au XVIIIe siècle, comme dans tout le canton, à Saint-Divy on cultive et on travaille le lin, mais pas suffisamment pour que la régression de l'industrie toilière à la fin du siècle ait une répercussion sur la démographie.

### Projet de production d'énergie électrique
Le site de Lanvian acheté par l'ex-CUB (Communauté Urbaine de Brest) devenue Brest Métropole Océane, en vue d'installation d'une raffinerie de pétrole à partir d'un terminal en rade de Brest est désormais l'objet d'un projet d'installation de centrale électrique au gaz qui suscite localement des manifestations d'opposants.

## Sites et monuments
- L' enclos paroissial :

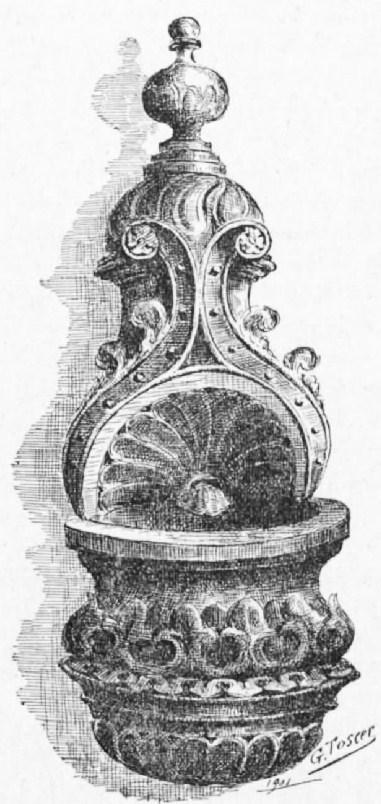
Saint-Divy, église paroissiale, bénitier style Renaissance (dessin de 1910).

  - L'église paroissiale du XVe siècle, consacrée à saint Divy, comprend trois travées, un transept et un chœur à chevet étroit. Le porche nord date de 1629. Le clocher-tour à deux étages surmonté d'un petit dôme en bulbe est frappé par la foudre en 1823. Les vitraux (dont le vitrail de la Vierge qui représente le Triomphe de la Vierge et contient 90 personnages : anges, apôtres, vierges, martyrs... et le portrait du donateur messire Hervé de La Palue, prieur commendataire de La Forest-Landerneau) et la voûte (qui représente la légende de saint Divy peinte en 1676 par un artiste inconnu) sont classés monuments historiques depuis 1912[47]. L'autel du Rosaire contient un retable qui illustre les quinze mystères du Rosaire. L'autel des Trépassés contient des statues en bois de saint Isidore et de sainte Zite en costumes bas-bretons[48]. L'église possède aussi une statue en pierre de saint Divy qui date de 1533. Le bénitier, de style Renaissance, date de 1623. L'église abrite aussi un confessionnal ainsi qu'un baldaquin surmontant les fonts baptismaux qui datent du XVIIe siècle. L'église a bénéficié d'importants travaux de restauration entre 1995 et 1998.
  - Deux calvaires : l'un à l'entrée de l'enclos paroissial (1652) porte une Vierge de Pitié et, sur son soubassement, une Marie-Madeleine en kersanton agenouillée et pleurant ; l'autre à l'intérieur du dit enclos était auparavant situé à Kerdalaës (transféré dans l'enclos paroissial en 1966).

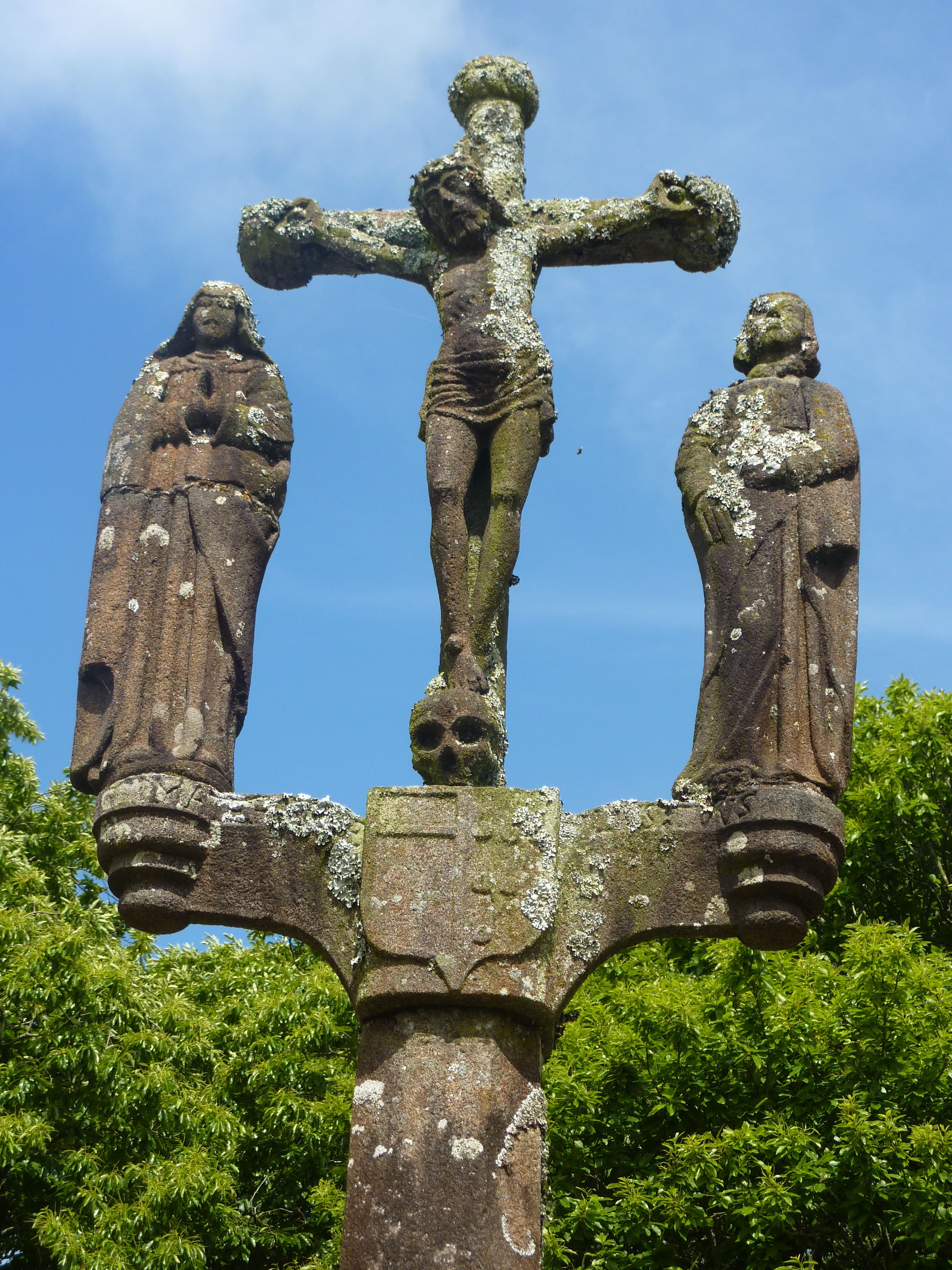
Saint-Divy : le calvaire de l'enclos paroissial (1652) avec les statues de la Vierge et de saint Jean sur le croisillon.
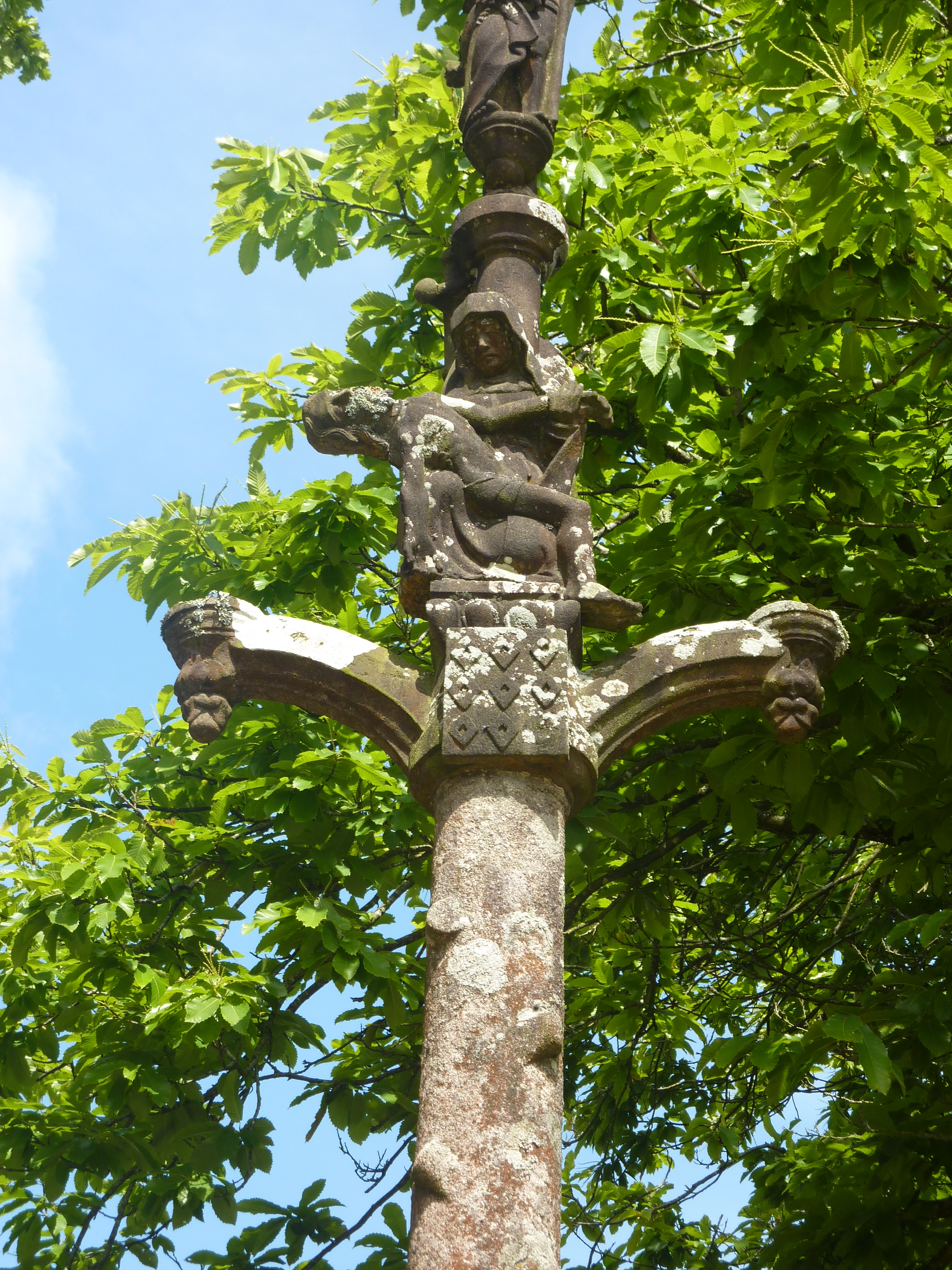
Saint-Divy : le calvaire de l'entrée est de l'enclos paroissial (1652) et sa Vierge de Pitié.
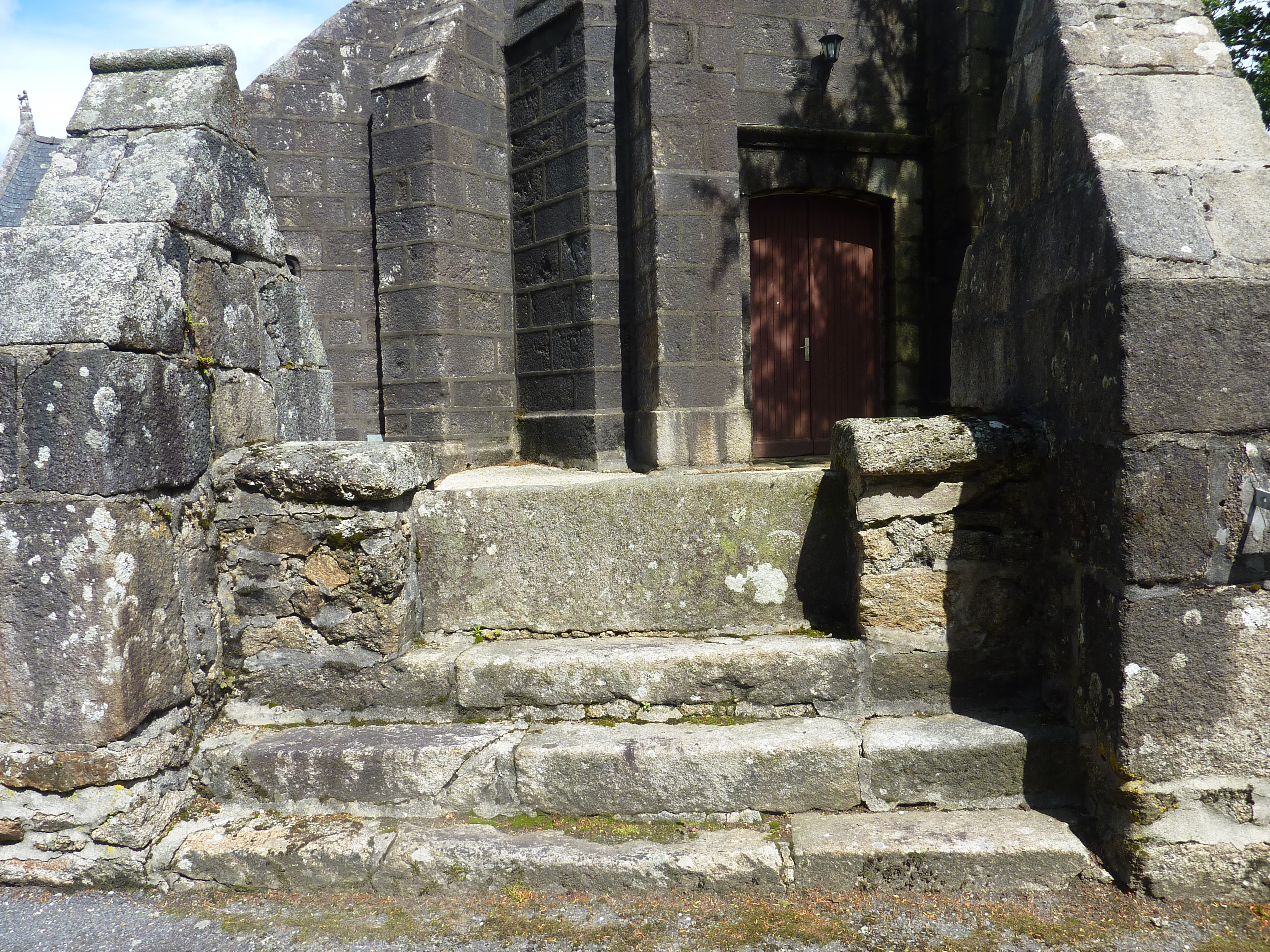
Saint-Divy : échalier de l'enclos paroissial.
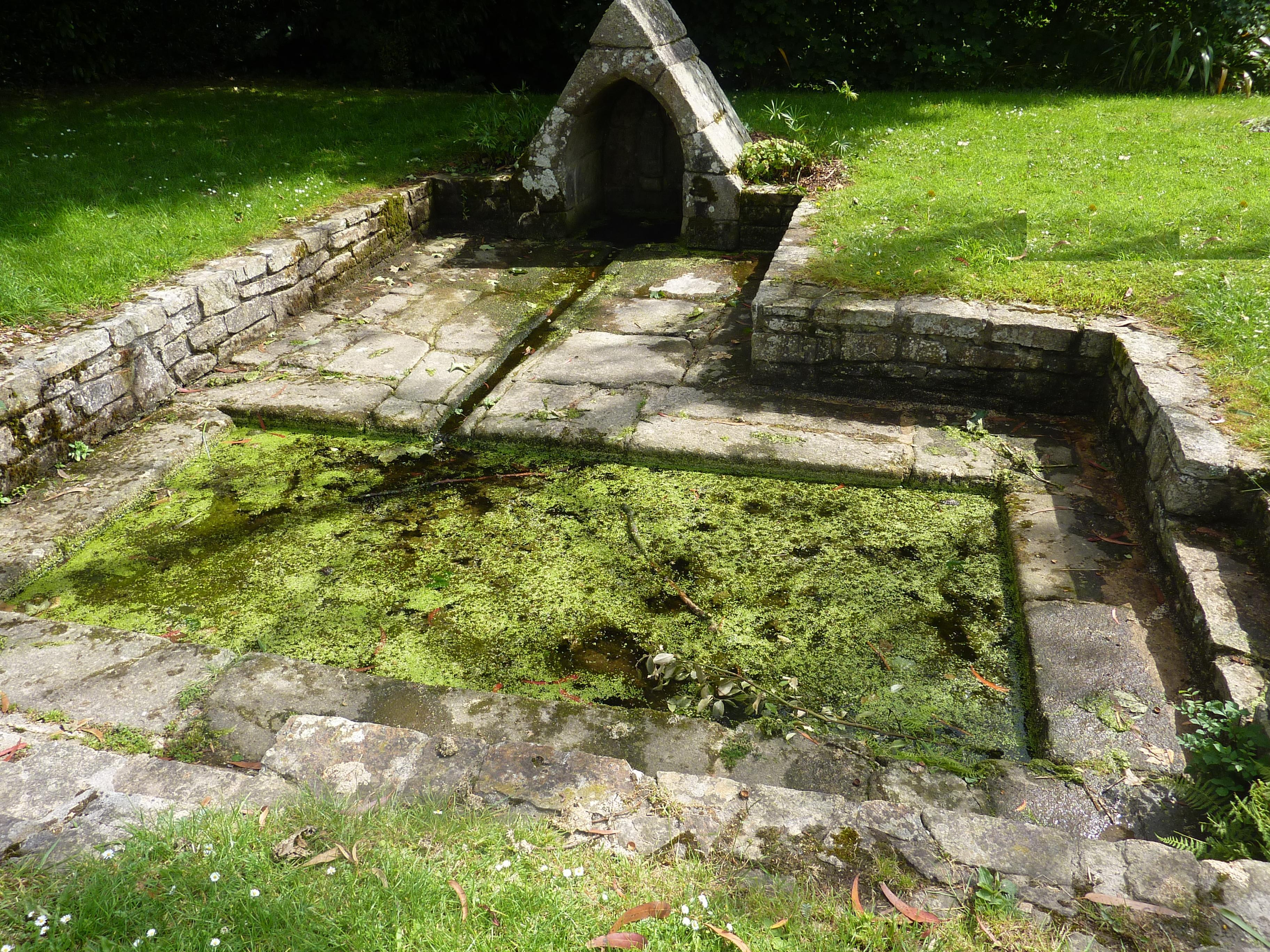
La fontaine de saint Divy.

- La fontaine de saint Divy : en pierre de kersanton, la fontaine a une forme en « L » et possède une statue de saint Divy en évêque. La fontaine a été déplacée de son emplacement originel.
- D'autres croix et calvaires existent dans la commune : à Poulfranc, à Pen-ar-Forest, au Kef, etc.[49].
- Le manoir de la Haye remonte au moins au XVe siècle (traces de douves entourant un ancien château disparu); le château actuel date de la fin du XVIIe siècle et est de style Louis XIV et sa construction est due à Sébastien de Penfeunteniou, seigneur de Mesgrall, même si la porte d'entrée, de style flamboyant, lui est certainement antérieure[50].

- - La chapelle de La Haye ou chapelle Saint-Jean-Baptiste, ancienne chapelle seigneuriale, date de 1460 mais elle a été restaurée au début du XVIIIe siècle[51]. La chapelle abrite un tableau de la Nativité.
  - Trois stèles de l'âge du fer, considérées comme des pierres phalliques, censées rendre fertiles le corps des femmes qui venaient les toucher, sont entreposées à l'intérieur de l'enclos paroissial[52].
- Le monument aux morts de 1914-1918 Monument aux morts de 1914-1918.

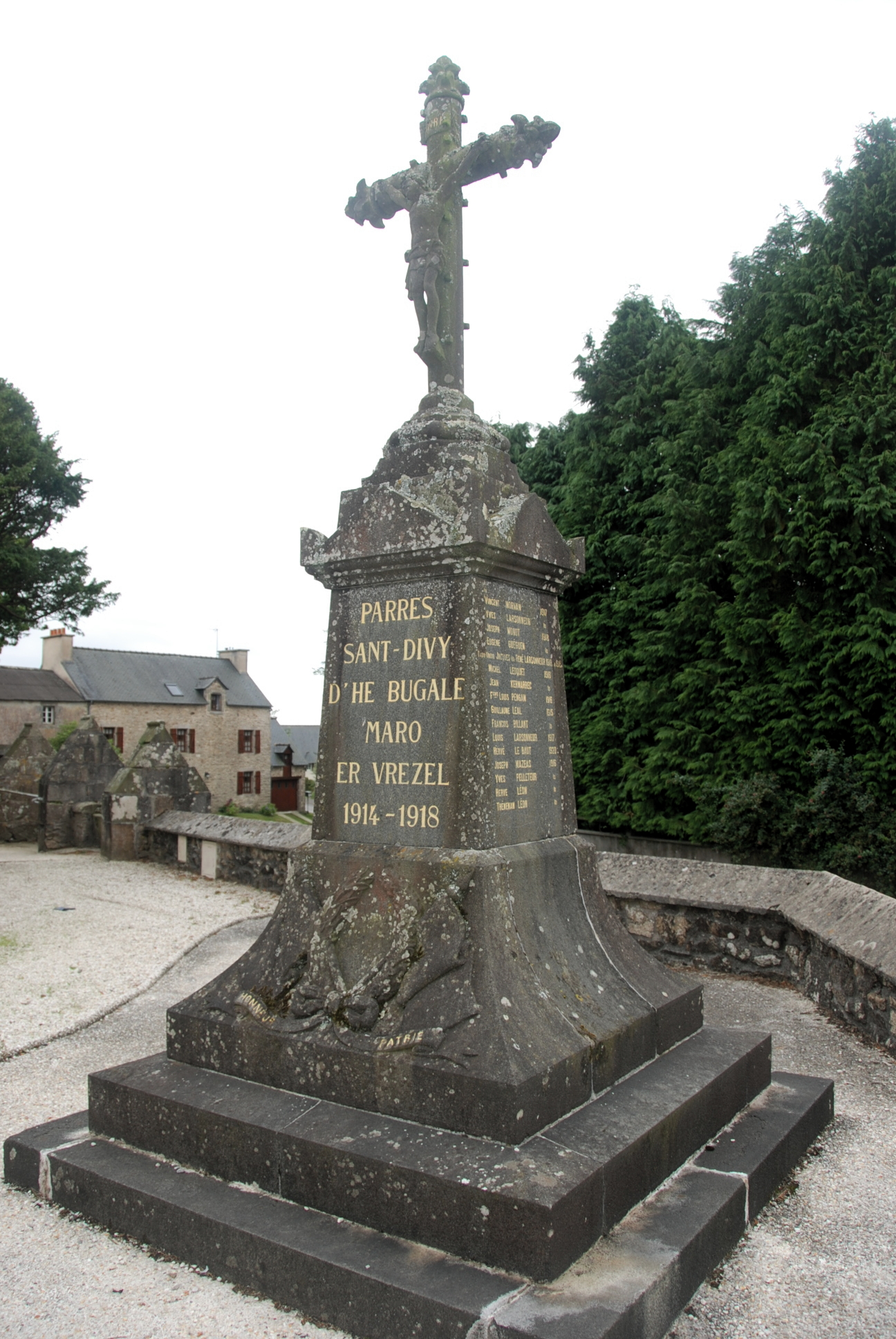
Monument aux morts de 1914-1918.

## Légende
- Le mal de Saint-Divy : en trempant dans l'eau de la fontaine de Saint-Divy la chemise des enfants qui naissent avec une barre bleue entre les yeux (le « mal de Saint-Divy »), on les sauve d'une mort prochaine. Si le linge surnage, le malade guérira ; s'il plonge, il mourra[53]. On peut aussi les mener à Dirinon à la pierre où sainte Nonne, mère de saint Divy, a laissé l'empreinte de ses genoux, afin de les sauver de la mort prématurée que ce signe annonce[54]. De manière plus générale, on prête à saint Divy le pouvoir de guérir des diverses maladies des yeux.

## Poèmes

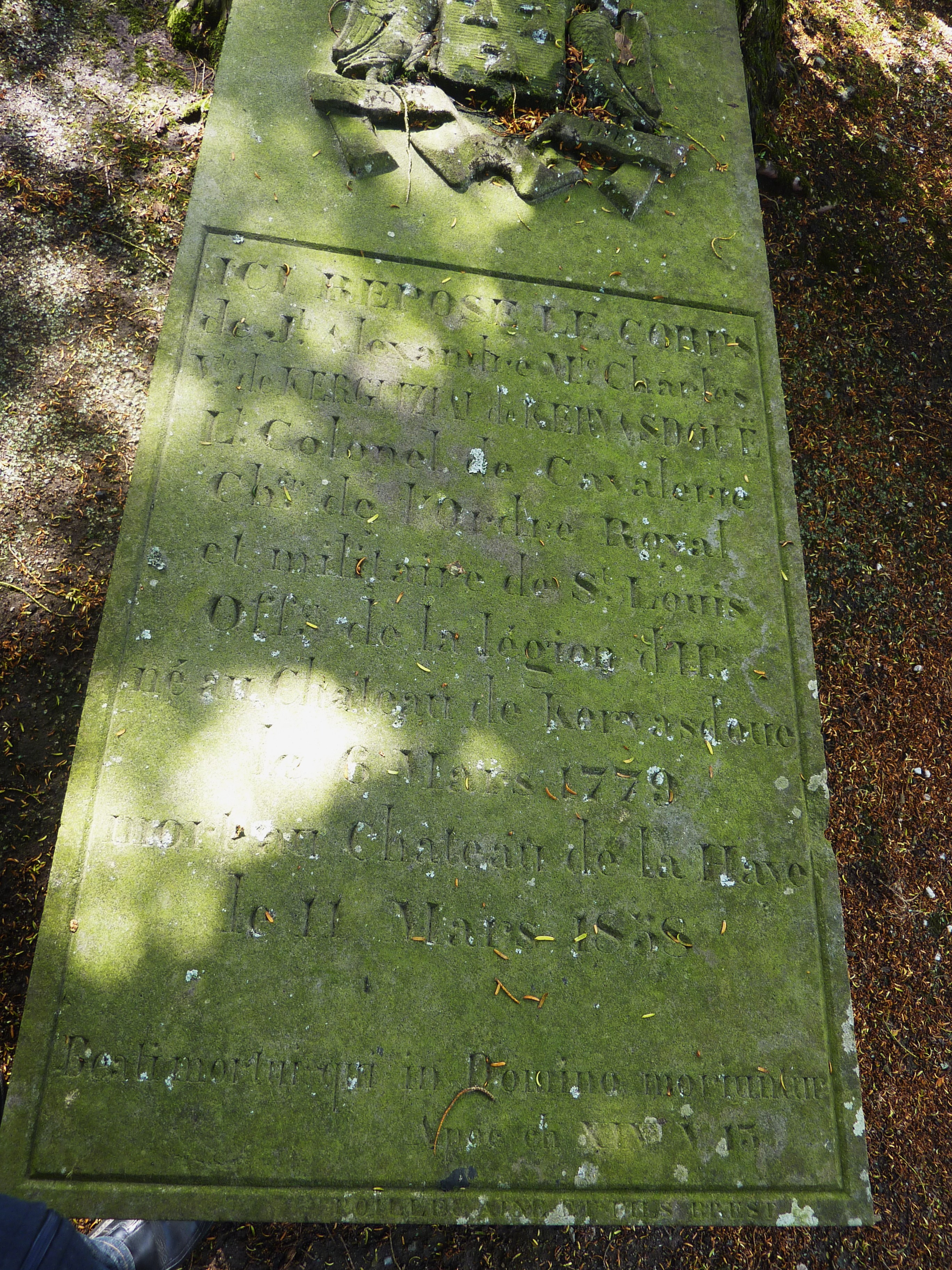
La tombe de Joseph Alexandre Marie Charles de Kerguiziau de Kervasdoué dans l'enclos paroissial de Saint-Divy.

Saint-Divy, malgré son isolement les siècles passés, a inspiré les poètes. Auguste Brizeux a consacré ce poème à saint Divy :
 « Seul bienheureux Divy, fils de Sainte Nonne;

 Le Bon Peuple, jamais toi ne t'abandonne,

 Tu rayonnes encore, dans ta niche parée

 Sous ta chape d'argent et ta mitre dorée

 Et voici qu'à cette heure, humble et doux immortel

 Un voyageur qui chante est devant ton autel. »

 
Paul Cadiou, poète brestois du début du XXe siècle lui en a consacré un autre, intitulé "Coin de Terre", parlant de l' :
 « (...) Enclos de Saint-Divy, vieux charnier de village

 Où je rêve d'être couché ! (...)»

 

## Chanson traditionnelle bretonne
- La chanson en langue bretonne Adieux du recteur de Plabennec[56] évoque en ces termes, traduits en français, Saint-Divy dans l'un de ses couplets :

 « (...) Mes compliments à ma chère mère

 Qui sera fort étonnée

 Elle habite à Saint-Divy

 Priez Dieu pour qu'il la console. »

 

## Personnalités liées à la commune
- La famille Kerneis : cette famille d'agriculteurs habitant la ferme de Kerdalaun a fourni plusieurs maires à la commune[57] :
  - Guillaumme Kernéis, né en 1680 à Kerauzaos en Saint-Thonan, décédé le 7 octobre 1745 à Landerneau, fut le premier à s'installer à Kerdalaun, dont ne partie des terres lui fut apportée en dot par son épouse Catherine Le Roy, originaire de Kerkreac'h en Ploudaniel ; ils eurent 4 enfants dont :
    - Christophe Kernéis, né en 1720 à Kersaint, époux de Marie-Marguerite Morvan, de Kergaradec en Gouesnou fut maire de Saint-Divy durant de nombreuses années. Il décéda en 1814, laissant 3 enfants dont :
      - Gabriel Kernéis, marié à Abhervé Guéguen, de Meannou, fit le commerce des étalons et le blanchissage de la toile. Il fut maire de Saint-Divy jusqu'à sa mort en 1851, et eut 8 enfants dont :
        - Alain Kernéis, marié avec Marie-Yvonne Kerouanton, de Trénéguer, fut aussi maire et eut 6 enfants dont :
          - Augustin Kernéis, né le 5 mai 1858, marié avec Marie-Yvonne Kermarrec, de Kerdalais en Guipavas eut 10 enfants dont :
            - Jean Kernéis, maire de Saint-Divy de 1920 à après 1937.
- Joseph Alexandre Marie Charles de Kerguiziau de Kervasdoué : colonel de cavalerie, chef de l'Ordre royal et militaire de Saint-Louis, officier de la Légion d'honneur, né au manoir de Kervasdoué en Locmaria-Plouzané (Finistère) le 3 mars 1779, marié avec Marie Charlotte de la Jaille, décédé au château de La Haye en Saint-Divy le 11 mars 1838.

- Édouard Leclerc (1926-2012), fondateur de l'enseigne de grande distribution E.Leclerc, décédé à Saint-Divy.